# Западноваршавски окръг
Западноваршавски окръг (на полски: Powiat warszawski zachodni) е окръг в Централна Полша, Мазовско войводство. Заема площ от 533,79 км2. Административен център е град Ожаров Мазовецки.

## География
Окръгът се намира в историческата област Мазовия. Разположен е в централната част на войводството.

## Население
Населението на окръга възлиза на 109 624 души (2013 г.). Гъстотата е 205 души/км2.

## Административно деление
Административно окръгът е разделен на 7 общини.
Градско-селски общини:
- Община Блоне
- Община Ломянки
- Община Ожанов Мазовецки

Селски общини:
- Община Изабелин
- Община Кампинос
- Община Лешно
- Община Старе Бабице

## Фотогалерия
- Блоне
- Ломянки
- Ожаров Мазовецки